# 단카이 주니어
단카이 주니어(일본어: 団塊ジュニア 단카이주니아[*])는 단카이 세대의 자녀 세대를 말한다.
통상적으로 일본에서 1970년에서 1974년 이전에 출생한 사람들이 바로 단카이 주니어 세대로, 1986년 아시안 게임이나 1988년 하계 올림픽 등 이웃 나라의 도시에서 국제 대회를 치를 때 학창 시절을 보내는 세대들을 가리키며, 최대치는 1973년 당시 출생자인 210만명이며, 연도별 출생자 수로만 두고 보자면 제 1차 베이비붐 시기인 단카이 세대가 출생할 시기 출생아 수 최대치가 269만 명인 반면, 단카이 주니어 세대가 출생할 시기의 최대치가 209만 명에 불과하기 때문에 단카이 세대보다 많은 출생아가 나온 베이비붐의 이미지가 미미할 수 있다. 하지만 단카이 세대의 인구가 출생할 시기의 제 1차 베이비붐이 3년만에 종결되어 짧고 굵었다는 점을 감안하면, 약 6-7년 간 지속된 단카이 주니어 세대의 출생아 수가 단카이 세대의 출생아 수를 능가하게 된다. 그래서 이 시기가 일본의 제2차 베이비붐 세대를 가리킨다. 아기 폭탄

## 주요 특징
이 세대는 현재 일본의 인구에서 가장 많은 비중을 차지하고 있는 인구이지만 이들의 자식 세대인 현재 10대와 20대 초반은 눈에 띄게 인구 수가 적다. 그 이유는 이 세대가 사회에 입문할 무렵 일본이 경제 장기 불황의 터널에 들어가던 시기였기 때문이다. 그 때문에 이 세대는 1970년대 말 출생자까지 포함시켜 빙하기 세대라고 불리기도 한다. 실제로 이들이 성인이 되어 사회에 진출하게 되어야 할 시기였던 1990년대 후반 실업률이 사상 최고점을 기록하고, 자살률, 범죄율과 같은 사회 불안정 지표도 동시에 치솟던 시기가 겹친다. 이로 인해 사회적으로 실패하게 되는 경험을 가지게 되는 인구가 대량으로 양산되어, 이른바 은둔형 외톨이라고 불리는 히키코모리가 이들 세대에 유독 많아지게 된 것도 주된 특징이다. 일본의 경제 상황이 조금 나아진 후 2000년대 후반부터 이들 세대가 늦게 출산에 합류해 합계출산율의 상승에 기여하기도 하였으나, 중년이 되고 나서도 여전히 미혼율이 높은 상태로 남아 일본의 높은 생애미혼율에 큰 기여를 하고 있다.

## 같이 보기
- 단카이 세대
- 베이비붐
- 일본의 인구 통계
- 합계출산율
- 포스트 단카이 주니어
- 잃어버린 세대
- 버블 세대